# Hemithyrsocera singgalangensis
Hemithyrsocera singgalangensis är en kackerlacksart som först beskrevs av Hanitsch 1929.  Hemithyrsocera singgalangensis ingår i släktet Hemithyrsocera och familjen småkackerlackor. Inga underarter finns listade i Catalogue of Life.